# 第二台體育頻道
第二台體育頻道（冰島語：Stöð 2 Sport）是「Sýn」媒體公司一條於2010年開播的收費電視頻道，每月費用為6400冰島克朗（約50美元）。這條頻道主要播放歐洲和南美洲的知名足球賽事，並輔以其他類型的體育節目，例如籃球、手球、網球、拳擊以及一級方程式賽車。